# Camino (topología)

Puntos de un camino de a en.

En matemáticas y, en particular, en análisis complejo y topología, un camino es, intuitivamente, una sucesión continua de puntos desde un punto inicial hacia un punto final. También hablamos de camino orientado para distinguir, para la misma representación geométrica de un camino (véase el dibujo de arriba, por ejemplo), el camino que la recorre desde {\displaystyle A} hasta {\displaystyle B} del que lo hace desde {\displaystyle B} hasta {\displaystyle A}.

## Definiciones
Sea {\displaystyle X} un espacio topológico. Llamamos camino o arco en {\displaystyle X} a cualquier {\displaystyle \gamma \,:\,[0,1]\rightarrow X} continua. Una manera intuitiva de imaginarse un camino es entender {\displaystyle [0,1]} como un intervalo de tiempo (un minuto, por ejemplo) y que {\displaystyle \gamma } da las posiciones que sigue un punto de {\displaystyle X} en ese tiempo. El camino sería la trayectoria que ha recorrido ese punto. 
El punto inicial del camino es {\displaystyle \gamma (0)} (el punto de partida del recorrido en {\displaystyle X}) y el punto final es {\displaystyle \gamma (1)} (el punto al que llega pasado el tiempo). Estos dos puntos se llaman indistintamente los extremos del camino. Cuando {\displaystyle A} designa el punto inicial y {\displaystyle B} el punto final del camino (ver figura arriba), hablamos de "camino que conecta {\displaystyle A} con {\displaystyle B}" o "camino de {\displaystyle A} a {\displaystyle B}".
Cabe recalcar que un camino no es sólo un subconjunto de {\displaystyle X} "parecido a una curva", sino que también incluye una "parametrización". Esto es, un camino no es sólo la representación geométrica del camino sino cómo lo recorre. Dos caminos que recorran la misma trayectoria pero a velocidades distintas se consideran caminos distintos, por ejemplo. Por dar un ejemplo concreto, las aplicaciones {\displaystyle f(x)=x} y {\displaystyle g(x)=x^{2}} representan dos caminos diferentes en la recta real {\displaystyle \mathbb {R} }, aunque ambos vayan desde el 0 hasta el 1: el primero lo hace a velocidad constante y el segundo acelerando. Del mismo modo, si consideramos una lemniscata de Bernoulli, ésta puede ser "recorrida" (desde el centro hasta el centro) de dos maneras diferentes yendo ambas a velocidad constante, una que empieza por el lado izquierdo y otra por el derecho, mientras que la lemniscata como conjunto de puntos recorrido es igual en ambos casos.Si {\displaystyle n\in {\mathbb {Z}},\varepsilon _{n}:[0,1]\rightarrow {\mathbb {C}},t\mapsto e^{2\pi int}}, recorre el círculo unitario completo, pero cada punto de este círculo se obtiene para {\displaystyle \vert n\vert } valores distintos de {\displaystyle t}, es decir, {\displaystyle \varepsilon _{n}} "recorre el círculo unitario {\displaystyle n} veces” (las veces se cuentan en positivo si se recorre en el sentido contrario de las agujas del reloj y negativo en caso contrario).
El conjunto de todos los caminos en {\displaystyle X} forma un espacio topológico con una fibración en {\displaystyle X}.
Un camino cerrado en {\displaystyle X} es un camino cuyos dos extremos son idénticos (acaba donde empezó). En particular, si {\displaystyle \gamma } es constante, {\displaystyle \gamma ([0,1])} es un camino cerrado que se reduce a un solo punto (lo llamamos el camino constante en {\displaystyle p=\gamma (0)}). 
Un espacio topológico en {\displaystyle X} en el que cualquier par de puntos {\displaystyle A,B} se pueden conectar por un camino (existe un camino con punto inicial {\displaystyle A} y punto final {\displaystyle B}) se denomina conexo por caminos. Cualquier espacio se puede descomponer en un conjunto de componentes conexas por caminos (las clases de equivalencia por la relación {\displaystyle A\sim B\Leftrightarrow \exists } camino de {\displaystyle A} a {\displaystyle B}). El conjunto de componentes conexas por caminos de un espacio {\displaystyle X} se suele denotar {\displaystyle \pi _{0}(X)} .

## Homotopía de caminos

Una homotopía entre dos caminos.

Los caminos son un tema central de estudio para la rama de topología algebraica llamada teoría de la homotopía. Una homotopía de caminos es, a grandes rasgos, una transformación continua de un camino en otro sin mover los extremos.
Formalmente, una homotopía de caminos en {\displaystyle X} es una familia de caminos {\displaystyle f_{t}:[0,1]\rightarrow X} indexados por {\displaystyle [0,1]} tal que
- {\displaystyle f_{t}(0)=x_{0}} y {\displaystyle f_{t}(1)=x_{1}} son fijos;
- la aplicación {\displaystyle F:[0,1]\times [0,1]\rightarrow X} definida por {\displaystyle F(s,t)=f_{t}(s)} es continua.

Podemos entender una homotopía como una aplicación que transforma un camino {\displaystyle f_{0}} en un camino {\displaystyle f_{1}} continuamente sin cambiar sus extremos en el intervalo de tiempo {\displaystyle [0,1]}. Esto justifica que la aplicación {\displaystyle F} anterior se denomine homotopía de {\displaystyle f_{0}} a {\displaystyle f_{1}}. Cada uno de los caminos {\displaystyle f_{t}} es el camino en el {\displaystyle f_{0}} se ha transformado en el tiempo {\displaystyle t} a medida que se transforma en {\displaystyle f_{1}}. 
Los dos caminos {\displaystyle f_{0}} y {\displaystyle f_{1}} conectados por una homotopía se llaman homótopos. También podemos definir una homotopía de caminos cerrados dejando fijo el punto base (el punto inicial y final, que son el mismo).
La relación de homotopía (dos caminos están relacionados si son homótopos) es una relación de equivalencia entre los caminos de un espacio topológico. La clase de equivalencia del camino {\displaystyle f} por esta relación se llama clase de homotopía de {\displaystyle f} y a menudo se denota {\displaystyle [f]}.

## Concatenación de caminos
Podemos concatenar caminos en un espacio topológico de forma obvia. La idea de lo que representa la concatenación de dos caminos es el camino resultante de hacer primero uno y, al acabar, hacer el siguiente. Es necesario para la continuidad que el segundo camino empiece donde acabó el primero.
Sea {\displaystyle f} un camino de {\displaystyle x} a {\displaystyle y} y {\displaystyle g} un camino de {\displaystyle y} a {\displaystyle z}. Denotamos su concatenación como {\displaystyle f*g} definido como sigue:
{\displaystyle f*g(t)={\begin{cases}f(2t),\quad \quad \ \ \ {\text{si }}t\in [0,{\tfrac {1}{2}}]\\g(2t-1),\quad {\text{si }}t\in [{\tfrac {1}{2}},1]\end{cases}}}
La forma natural de definir la concatenación habría sido recorrerlo en dos unidades de tiempo, la primera para recorrer {\displaystyle f} y la segunda para recorrer {\displaystyle g}. Sin embargo, la definición de camino impone que se recorran en una unidad de tiempo, por lo que tenemos que recorrer {\displaystyle f} y {\displaystyle g} al doble de velocidad en la concatenación.
Está bien definido, pues es continuo por el lema del pegado: {\displaystyle f} y {\displaystyle g} son continuas y coinciden en la intersección de los trozos cerrados donde se define cada una en la concatenación. No es asociativo, por las diferencias en la parametrización ({\displaystyle (f*g)*h} recorre los caminos en tiempos {\displaystyle {\tfrac {1}{4}},{\tfrac {1}{4}},{\tfrac {1}{2}}}, respectivamente, mientras que {\displaystyle f*(g*h)} lo hace en tiempos {\displaystyle {\tfrac {1}{2}},{\tfrac {1}{4}},{\tfrac {1}{4}}}) Sin embargo, sí es asociativo salvo homotopía, es decir, {\displaystyle [(f*g)*h]=[f*(g*h)]} (existe una homotopía entre ambos caminos que consiste intuitivamente en reajustar continuamente los tiempos dedicados a cada tramo). Las clases de homotopía de caminos en {\displaystyle X} forman con esta operación un grupoide, llamado grupoide de Poincaré de {\displaystyle X} y denotado {\displaystyle \pi (X)}.
Para cualquier punto {\displaystyle x_{0}} de {\displaystyle X}, el subgrupoide de las clases de homotopía de bucles cerrados en {\displaystyle x_{0}} es por lo tanto un grupo, llamado grupo fundamental de {\displaystyle X} en el punto {\displaystyle x_{0}} y denotado por {\displaystyle \pi _{1}(X,x_{0})}. Es de gran importancia en topología, pues se conserva, salvo isomorfismo, por homeomorfismo, es decir, impone una condición necesaria (su conservación) para que dos espacios sean homeomorfos.

## Caminos en un espacio vectorial normado
En el caso de que el espacio topológico {\displaystyle X} sea un espacio vectorial normado, o un espacio afín asociado a un espacio vectorial normado, podemos distinguir más tipos de caminos según las nuevas estructuras disponibles.
- Segmento: se dice que un camino es un segmento si se puede escribir como {\displaystyle \gamma (t)=x+t{\vec {u}}} para todo {\displaystyle t\in [0,1]}. el vector {\displaystyle {\vec {u}}} se llama vector director de {\displaystyle \gamma }. El "soporte" del camino (es decir, su imagen) es entonces un segmento de recta.
- Camino poligonal: se dice que un camino es poligonal si se escribe como la concatenación de un número finito de segmentos. Por ejemplo, una ruta en Manhattan es un camino poligonal.
- Camino de clase {\displaystyle {\mathcal {C}}^{k}}: un camino puede ser clase {\displaystyle {\mathcal {C}}^{k}} con {\displaystyle k\in \mathbb {N} }. Por definición, cualquier camino es continuo y por tanto de clase {\displaystyle {\mathcal {C}}^{0}}, pero también podemos tener mayores niveles de regularidad. Un camino de clase {\displaystyle {\mathcal {C}}^{k}} con {\displaystyle k\in \mathbb {N} ^{*}} se dice que es regular si {\displaystyle \gamma '(t)\neq 0} para todo {\displaystyle t\in [0,1]}. Un camino regular de clase {\displaystyle {\mathcal {C}}^{\infty }} se llama camino suave.